# メッツァトル
メッツァトル（Metsatöll）は、エストニア出身のフォークメタルバンド。

## 音楽的特徴
ヴォーカル、ギター、ベース、ドラムといったベーシックなヘヴィメタルのバンド編成に加えて、多数の民族楽器を楽曲に組み込んでいる。またソロパートもギターではなく民族楽器によるソロが主である。ヴォーカルにはグロウルをほとんど使用せずクリーンヴォーカルを基本としている。
歌詞はエストニア語で、歌われる内容もエストニアの土着信仰や伝説、民間伝承に影響を受けている。

## バンド名の由来
バンド名である"Metsatöll"は直訳では"森の生き物"の意（"Metsa"="森"、"töll"="生物"）であるが、エストニアの古語では"狼"を意味する言葉の1つ。

## アートワーク
バンドのアルバム・アートワークやビデオ"Vaid vaprust"のアニメーションに使用されている印象的な画は、エストニアの伝説的現代アーティスト、ユリ・アラクの作品を使用している。アルバム"Iivakivi"のLPに付属しているポスターには、ユリ・アラクによるバンドメンバーのシルクスクリーンによる絵が使われている。

## 略歴
1999年のはじめに、アンドルス（ベース）、シルヴァー（ドラムス）、マルクス（ギター、ヴォーカル）の三人がメッツァトルという名称でヘヴィメタルバンドを発足させた。伝統的な歌詞に若干の影響を受けてはいたがまだ構成はシンプルで、同年の秋にはデモアルバムとなる"Terast mis hangund me hinge"をリリースする。その直後にラウリが加入し、バンドにはセカンドギター及び複数の民族楽器のサウンドがもたらされることになる。
2001年にオリジナルメンバーであったアンドルスが脱退し、代わりにライヴォがベーシストとして加入。2002年にプロモ・シングル"Hundi Loomine"がビデオクリップと共にリリースされた。
2004年にシルヴァーに代わってマルコがドラムを担当することになり、同年アルバム"Hiiekoda"をリリース。これによりメッツァトルはエストニアのメタルバンドとして前例のないレコードセールスを叩き出し、エストニア・ミュージック・アワードのセレモニーで2005年のベスト・メタル・アクト賞を勝ち取った。2006年の同賞も、彼らの最初のデモアルバムのアレンジ再録盤となるアルバム"Terast mis hangund me hinge 10218"によって獲得している。この年メッツァトルはエストニア国立男声合唱団と共にエストニアの著名な作曲家であるヴェリヨ・トルミスの傑作"Raua needmine（鉄への呪い）"を演奏、その模様はDVDに収録された。
メッツァトルの三枚目のアルバム"Iivakivi"は2008年にリリースされ、バンドにベスト・メタル・アーティストとして更なるエストニア・ミュージック・アワードをもたらした。同年にメッツァトルはスパインファーム・レコードと契約、11月にはアメリカのミネアポリスで行われたHeathen Crusade metal festで演奏した。
2009年にバンドの10周年を祝して二枚組DVDとCDの"Kõva Kont"がリリース、これはメッツァトルの自費リリースした最期の作品となる。
2010年に四枚目のアルバム"Äio"がリリースされた。これはフィンランドのFinnvoxとエストニアのSinusoidスタジオでレコーディングされ、伝説的プロデューサーでありサウンドエンジニアでもあるミッコ・カーミラによって手がけられた。二万枚以上を売り上げたこのアルバムはその年のエストニア語のアルバムとしては最高の売り上げを記録し、再度エストニア・ミュージック・アワードでのベスト・メタル・アーティスト賞を約束した。このアルバムと共にメッツァトルは63のコンサートを行い、40カ国を周った。世界最大のメタル・フェスティバルであるドイツのヴァッケン・オープン・エアへも参加、フィンランドのフォークメタルバンドであるフィントロールと共に11カ国24公演のヨーロッパ・ツアーも行った。
2011年にメッツァトルはエストニア教育科学省による言語学演技賞にノミネートされ、大統領から国外での成功及び、エストニア語の楽曲を通じたエストニア文化の普及について賞賛を受けた。
2012年にはフィンランドとラトビアでコンサートを行い、北米でもコルピクラーニ（フィンランド）、ティア（フェロー諸島）、ムーンソロウ（フィンランド）といったフォークメタルバンドとともに一ヶ月26公演に渡るツアーを行った。同年に出演したフィンランドのメタルフェス、トゥスカ・オープン・エアでの公演の様子はDVD"Tuska"に収録されている。

## メンバー

### 現メンバー
- マルクス・テーアール(Markus "Rabapagan" Teeäär, 1978年3月16日) - リードボーカル/ギター (1999年 - 現在)
- ラウリ・オウナプー(Lauri "Varulven" Õunapuu, 1976年12月1日) - ギター、トルピル（英語版）、フルート、カネル（英語版）、口琴、角笛、アコースティックギター、バッキングヴォーカルなど (1999年 - 現在)
- ライヴォ・ピールサル(Raivo "KuriRaivo" Piirsalu) - ベース、バッキングヴォーカル (2001年 - 現在)
- トニス・ノエヴェレ (Tõnis Noevere) - ドラムス (2017年 - )

### 元メンバー
- シルヴァー・ラッタセップ(Silver "Factor" Rattasepp):ドラムス (1999年 - 2004年)
- アンドルス・ティンス(Andrus Tins, 1978年):ベース (1999年 - 2001年)
- マルコ・アッツォ(Marko Atso, 1973年12月24日):ドラムス、バッキングボーカル (2004年 - 2017年)

## ディスコグラフィ

### アルバム
- 1999年 Terast mis hangund me hinge (デモ、CD-R)
- 2004年 Hiiekoda (CD/2LP)
- 2005年 Terast mis hangund me hinge 10218 (CD/LP)
- 2008年 Iivakivi (CD/LP/木製ケース)
- 2010年 Äio (CD/2LP)
- 2011年 Ulg (CD/LP)
- 2014年 Karjajuht (CD/LP)

### シングル/ビデオ
- 2002年 Hundi loomine (シングル/ビデオ)
- 2004年 Ussisõnad (シングル)
- 2008年 Veelind (シングル)
- 2010年 Vaid vaprust (シングル/ビデオ)
- 2011年 Küü (シングル/ビデオ)
- 2013年 Lööme mesti (シングル)
- 2014年 Tõrrede kõhtudes (シングル)
- 2014年 Külmking (シングル/ビデオ)

### ライブレコーディングその他
- 2006年 Sutekskäija (ミニCD)
- 2006年 Lahinguväljal näeme, raisk! (CD/DVD)
- 2006年 Raua needmine (CD/DVD)
- 2008年 Suured koerad, väiksed koerad (ミニCD)
- 2009年 Kõva Kont (2DVD/CD)
- 2012年 Tuska (DVD/CD/LP)